# Lista di asteroidi (93001-94000)
Di seguito una lista di asteroidi dal numero 93001 al 94000 con data di scoperta e scopritore.

## 93001-93100
| Nome             | Designazione provvisoria | Data di scoperta  | Scopritore     |
| ---------------- | ------------------------ | ----------------- | -------------- |
| 93001 -          | 2000 RD84                | 2 settembre 2000  | LONEOS         |
| 93002 -          | 2000 RN85                | 2 settembre 2000  | LONEOS         |
| 93003 -          | 2000 RY85                | 2 settembre 2000  | LINEAR         |
| 93004 -          | 2000 RB86                | 2 settembre 2000  | LINEAR         |
| 93005 -          | 2000 RG86                | 2 settembre 2000  | LINEAR         |
| 93006 -          | 2000 RH86                | 2 settembre 2000  | LINEAR         |
| 93007 -          | 2000 RN86                | 2 settembre 2000  | LONEOS         |
| 93008 -          | 2000 RR86                | 2 settembre 2000  | LONEOS         |
| 93009 -          | 2000 RA87                | 2 settembre 2000  | LONEOS         |
| 93010 -          | 2000 RD87                | 2 settembre 2000  | LONEOS         |
| 93011 -          | 2000 RL87                | 2 settembre 2000  | LONEOS         |
| 93012 -          | 2000 RZ87                | 2 settembre 2000  | LONEOS         |
| 93013 -          | 2000 RG89                | 3 settembre 2000  | LINEAR         |
| 93014 -          | 2000 RY90                | 3 settembre 2000  | LINEAR         |
| 93015 -          | 2000 RY91                | 3 settembre 2000  | LINEAR         |
| 93016 -          | 2000 RA92                | 3 settembre 2000  | LINEAR         |
| 93017 -          | 2000 RK92                | 3 settembre 2000  | LINEAR         |
| 93018 -          | 2000 RT92                | 3 settembre 2000  | LINEAR         |
| 93019 -          | 2000 RE94                | 4 settembre 2000  | LONEOS         |
| 93020 -          | 2000 RY94                | 4 settembre 2000  | LONEOS         |
| 93021 -          | 2000 RG95                | 4 settembre 2000  | LONEOS         |
| 93022 -          | 2000 RM95                | 4 settembre 2000  | LONEOS         |
| 93023 -          | 2000 RP95                | 4 settembre 2000  | LONEOS         |
| 93024 -          | 2000 RX95                | 4 settembre 2000  | LONEOS         |
| 93025 -          | 2000 RD96                | 4 settembre 2000  | LONEOS         |
| 93026 -          | 2000 RT96                | 4 settembre 2000  | NEAT           |
| 93027 -          | 2000 RA97                | 5 settembre 2000  | LONEOS         |
| 93028 -          | 2000 RF98                | 5 settembre 2000  | LONEOS         |
| 93029 -          | 2000 RU98                | 5 settembre 2000  | LONEOS         |
| 93030 -          | 2000 RC99                | 5 settembre 2000  | LONEOS         |
| 93031 -          | 2000 RH100               | 5 settembre 2000  | LINEAR         |
| 93032 -          | 2000 RG101               | 5 settembre 2000  | LONEOS         |
| 93033 -          | 2000 RK102               | 5 settembre 2000  | LONEOS         |
| 93034 -          | 2000 RN102               | 5 settembre 2000  | LONEOS         |
| 93035 -          | 2000 RR103               | 6 settembre 2000  | LINEAR         |
| 93036 -          | 2000 RW103               | 6 settembre 2000  | LINEAR         |
| 93037 -          | 2000 RF104               | 6 settembre 2000  | LINEAR         |
| 93038 -          | 2000 RL104               | 6 settembre 2000  | LINEAR         |
| 93039 -          | 2000 RL106               | 6 settembre 2000  | LINEAR         |
| 93040 -          | 2000 SG                  | 18 settembre 2000 | LINEAR         |
| 93041 -          | 2000 SU2                 | 20 settembre 2000 | NEAT           |
| 93042 -          | 2000 SD4                 | 21 settembre 2000 | NEAT           |
| 93043 -          | 2000 SF4                 | 21 settembre 2000 | NEAT           |
| 93044 -          | 2000 SE6                 | 20 settembre 2000 | LINEAR         |
| 93045 -          | 2000 SF6                 | 20 settembre 2000 | LINEAR         |
| 93046 -          | 2000 SM6                 | 20 settembre 2000 | LINEAR         |
| 93047 -          | 2000 ST6                 | 21 settembre 2000 | LINEAR         |
| 93048 -          | 2000 SB7                 | 22 settembre 2000 | R. H. McNaught |
| 93049 -          | 2000 SL8                 | 19 settembre 2000 | NEAT           |
| 93050 -          | 2000 SM8                 | 19 settembre 2000 | NEAT           |
| 93051 -          | 2000 SP8                 | 22 settembre 2000 | P. G. Comba    |
| 93052 -          | 2000 SH9                 | 23 settembre 2000 | LINEAR         |
| 93053 -          | 2000 SR12                | 20 settembre 2000 | LINEAR         |
| 93054 -          | 2000 SW12                | 21 settembre 2000 | LINEAR         |
| 93055 -          | 2000 SY12                | 21 settembre 2000 | LINEAR         |
| 93056 -          | 2000 SC13                | 21 settembre 2000 | LINEAR         |
| 93057 -          | 2000 SE14                | 23 settembre 2000 | LINEAR         |
| 93058 -          | 2000 SL14                | 23 settembre 2000 | LINEAR         |
| 93059 -          | 2000 SO16                | 23 settembre 2000 | LINEAR         |
| 93060 -          | 2000 SW20                | 21 settembre 2000 | NEAT           |
| 93061 Barbagallo | 2000 SX20                | 23 settembre 2000 | V. S. Casulli  |
| 93062 -          | 2000 SF22                | 19 settembre 2000 | NEAT           |
| 93063 -          | 2000 SJ22                | 20 settembre 2000 | NEAT           |
| 93064 -          | 2000 SN22                | 20 settembre 2000 | NEAT           |
| 93065 -          | 2000 ST22                | 20 settembre 2000 | NEAT           |
| 93066 -          | 2000 SU22                | 20 settembre 2000 | NEAT           |
| 93067 -          | 2000 SB23                | 25 settembre 2000 | K. Korlević    |
| 93068 -          | 2000 SR24                | 26 settembre 2000 | BATTeRS        |
| 93069 -          | 2000 SX24                | 26 settembre 2000 | BATTeRS        |
| 93070 -          | 2000 SE25                | 22 settembre 2000 | LINEAR         |
| 93071 -          | 2000 SD26                | 23 settembre 2000 | LINEAR         |
| 93072 -          | 2000 SU26                | 23 settembre 2000 | LINEAR         |
| 93073 -          | 2000 SO27                | 23 settembre 2000 | LINEAR         |
| 93074 -          | 2000 SR27                | 23 settembre 2000 | LINEAR         |
| 93075 -          | 2000 SE28                | 23 settembre 2000 | LINEAR         |
| 93076 -          | 2000 SF28                | 23 settembre 2000 | LINEAR         |
| 93077 -          | 2000 SM28                | 23 settembre 2000 | LINEAR         |
| 93078 -          | 2000 SW28                | 23 settembre 2000 | LINEAR         |
| 93079 -          | 2000 SX28                | 23 settembre 2000 | LINEAR         |
| 93080 -          | 2000 SK29                | 24 settembre 2000 | LINEAR         |
| 93081 -          | 2000 SP29                | 24 settembre 2000 | LINEAR         |
| 93082 -          | 2000 SL32                | 24 settembre 2000 | LINEAR         |
| 93083 -          | 2000 SC33                | 24 settembre 2000 | LINEAR         |
| 93084 -          | 2000 SD34                | 24 settembre 2000 | LINEAR         |
| 93085 -          | 2000 SE35                | 24 settembre 2000 | LINEAR         |
| 93086 -          | 2000 SU35                | 24 settembre 2000 | LINEAR         |
| 93087 -          | 2000 SK36                | 24 settembre 2000 | LINEAR         |
| 93088 -          | 2000 SO36                | 24 settembre 2000 | LINEAR         |
| 93089 -          | 2000 SX36                | 24 settembre 2000 | LINEAR         |
| 93090 -          | 2000 SF37                | 24 settembre 2000 | LINEAR         |
| 93091 -          | 2000 SG38                | 24 settembre 2000 | LINEAR         |
| 93092 -          | 2000 SN38                | 24 settembre 2000 | LINEAR         |
| 93093 -          | 2000 SB39                | 24 settembre 2000 | LINEAR         |
| 93094 -          | 2000 SF39                | 24 settembre 2000 | LINEAR         |
| 93095 -          | 2000 SL39                | 24 settembre 2000 | LINEAR         |
| 93096 -          | 2000 SN39                | 24 settembre 2000 | LINEAR         |
| 93097 -          | 2000 SP39                | 24 settembre 2000 | LINEAR         |
| 93098 -          | 2000 ST39                | 24 settembre 2000 | LINEAR         |
| 93099 -          | 2000 SY39                | 24 settembre 2000 | LINEAR         |
| 93100 -          | 2000 SV41                | 24 settembre 2000 | LINEAR         |

## 93101-93200
| Nome                | Designazione provvisoria | Data di scoperta  | Scopritore                 |
| ------------------- | ------------------------ | ----------------- | -------------------------- |
| 93101 -             | 2000 SU42                | 26 settembre 2000 | BATTeRS                    |
| 93102 Leroy         | 2000 ST43                | 27 settembre 2000 | R. Chassagne, C. Demeautis |
| 93103 -             | 2000 SA44                | 23 settembre 2000 | LINEAR                     |
| 93104 -             | 2000 SK45                | 22 settembre 2000 | LINEAR                     |
| 93105 -             | 2000 SB47                | 23 settembre 2000 | LINEAR                     |
| 93106 -             | 2000 ST47                | 23 settembre 2000 | LINEAR                     |
| 93107 -             | 2000 SA49                | 23 settembre 2000 | LINEAR                     |
| 93108 -             | 2000 SA50                | 23 settembre 2000 | LINEAR                     |
| 93109 -             | 2000 SN52                | 23 settembre 2000 | LINEAR                     |
| 93110 -             | 2000 SA54                | 24 settembre 2000 | LINEAR                     |
| 93111 -             | 2000 SJ55                | 24 settembre 2000 | LINEAR                     |
| 93112 -             | 2000 SP56                | 24 settembre 2000 | LINEAR                     |
| 93113 -             | 2000 SZ56                | 24 settembre 2000 | LINEAR                     |
| 93114 -             | 2000 SE58                | 24 settembre 2000 | LINEAR                     |
| 93115 -             | 2000 SJ58                | 24 settembre 2000 | LINEAR                     |
| 93116 -             | 2000 SL58                | 24 settembre 2000 | LINEAR                     |
| 93117 -             | 2000 SM58                | 24 settembre 2000 | LINEAR                     |
| 93118 -             | 2000 SY58                | 24 settembre 2000 | LINEAR                     |
| 93119 -             | 2000 SJ59                | 24 settembre 2000 | LINEAR                     |
| 93120 -             | 2000 SK59                | 24 settembre 2000 | LINEAR                     |
| 93121 -             | 2000 SY59                | 24 settembre 2000 | LINEAR                     |
| 93122 -             | 2000 SB61                | 24 settembre 2000 | LINEAR                     |
| 93123 -             | 2000 SK61                | 24 settembre 2000 | LINEAR                     |
| 93124 -             | 2000 SU61                | 24 settembre 2000 | LINEAR                     |
| 93125 -             | 2000 SJ62                | 24 settembre 2000 | LINEAR                     |
| 93126 -             | 2000 SY62                | 24 settembre 2000 | LINEAR                     |
| 93127 -             | 2000 SW63                | 24 settembre 2000 | LINEAR                     |
| 93128 -             | 2000 SN64                | 24 settembre 2000 | LINEAR                     |
| 93129 -             | 2000 ST65                | 24 settembre 2000 | LINEAR                     |
| 93130 -             | 2000 SZ65                | 24 settembre 2000 | LINEAR                     |
| 93131 -             | 2000 SV67                | 24 settembre 2000 | LINEAR                     |
| 93132 -             | 2000 SJ69                | 24 settembre 2000 | LINEAR                     |
| 93133 -             | 2000 SS69                | 24 settembre 2000 | LINEAR                     |
| 93134 -             | 2000 SB70                | 24 settembre 2000 | LINEAR                     |
| 93135 -             | 2000 SX70                | 24 settembre 2000 | LINEAR                     |
| 93136 -             | 2000 SZ70                | 24 settembre 2000 | LINEAR                     |
| 93137 -             | 2000 SC71                | 24 settembre 2000 | LINEAR                     |
| 93138 -             | 2000 SK71                | 24 settembre 2000 | LINEAR                     |
| 93139 -             | 2000 SZ71                | 24 settembre 2000 | LINEAR                     |
| 93140 -             | 2000 SC72                | 24 settembre 2000 | LINEAR                     |
| 93141 -             | 2000 SY72                | 24 settembre 2000 | LINEAR                     |
| 93142 -             | 2000 SE73                | 24 settembre 2000 | LINEAR                     |
| 93143 -             | 2000 SE75                | 24 settembre 2000 | LINEAR                     |
| 93144 -             | 2000 SM78                | 24 settembre 2000 | LINEAR                     |
| 93145 -             | 2000 SS78                | 24 settembre 2000 | LINEAR                     |
| 93146 -             | 2000 SU78                | 24 settembre 2000 | LINEAR                     |
| 93147 -             | 2000 SA80                | 24 settembre 2000 | LINEAR                     |
| 93148 -             | 2000 SC80                | 24 settembre 2000 | LINEAR                     |
| 93149 -             | 2000 SM80                | 24 settembre 2000 | LINEAR                     |
| 93150 -             | 2000 SC81                | 24 settembre 2000 | LINEAR                     |
| 93151 -             | 2000 SD82                | 24 settembre 2000 | LINEAR                     |
| 93152 -             | 2000 ST83                | 24 settembre 2000 | LINEAR                     |
| 93153 -             | 2000 SF84                | 24 settembre 2000 | LINEAR                     |
| 93154 -             | 2000 SK84                | 24 settembre 2000 | LINEAR                     |
| 93155 -             | 2000 SX84                | 24 settembre 2000 | LINEAR                     |
| 93156 -             | 2000 SB85                | 24 settembre 2000 | LINEAR                     |
| 93157 -             | 2000 SD85                | 24 settembre 2000 | LINEAR                     |
| 93158 -             | 2000 SK85                | 24 settembre 2000 | LINEAR                     |
| 93159 -             | 2000 SZ86                | 24 settembre 2000 | LINEAR                     |
| 93160 -             | 2000 SU87                | 24 settembre 2000 | LINEAR                     |
| 93161 -             | 2000 SX87                | 24 settembre 2000 | LINEAR                     |
| 93162 -             | 2000 SJ88                | 24 settembre 2000 | LINEAR                     |
| 93163 -             | 2000 SC89                | 25 settembre 2000 | LINEAR                     |
| 93164 Gordontelepun | 2000 SR89                | 29 settembre 2000 | L. Ball                    |
| 93165 -             | 2000 SE93                | 23 settembre 2000 | LINEAR                     |
| 93166 -             | 2000 SF95                | 23 settembre 2000 | LINEAR                     |
| 93167 -             | 2000 SS95                | 23 settembre 2000 | LINEAR                     |
| 93168 -             | 2000 SZ96                | 23 settembre 2000 | LINEAR                     |
| 93169 -             | 2000 SC98                | 23 settembre 2000 | LINEAR                     |
| 93170 -             | 2000 SS98                | 23 settembre 2000 | LINEAR                     |
| 93171 -             | 2000 SJ99                | 23 settembre 2000 | LINEAR                     |
| 93172 -             | 2000 SQ100               | 23 settembre 2000 | LINEAR                     |
| 93173 -             | 2000 SQ101               | 24 settembre 2000 | LINEAR                     |
| 93174 -             | 2000 SY101               | 24 settembre 2000 | LINEAR                     |
| 93175 -             | 2000 SL102               | 24 settembre 2000 | LINEAR                     |
| 93176 -             | 2000 SA103               | 24 settembre 2000 | LINEAR                     |
| 93177 -             | 2000 SP103               | 24 settembre 2000 | LINEAR                     |
| 93178 -             | 2000 SW103               | 24 settembre 2000 | LINEAR                     |
| 93179 -             | 2000 SH104               | 24 settembre 2000 | LINEAR                     |
| 93180 -             | 2000 SS104               | 24 settembre 2000 | LINEAR                     |
| 93181 -             | 2000 ST104               | 24 settembre 2000 | LINEAR                     |
| 93182 -             | 2000 SB105               | 24 settembre 2000 | LINEAR                     |
| 93183 -             | 2000 SC106               | 24 settembre 2000 | LINEAR                     |
| 93184 -             | 2000 SV107               | 24 settembre 2000 | LINEAR                     |
| 93185 -             | 2000 SH108               | 24 settembre 2000 | LINEAR                     |
| 93186 -             | 2000 SR108               | 24 settembre 2000 | LINEAR                     |
| 93187 -             | 2000 SV109               | 24 settembre 2000 | LINEAR                     |
| 93188 -             | 2000 SF110               | 24 settembre 2000 | LINEAR                     |
| 93189 -             | 2000 SZ110               | 24 settembre 2000 | LINEAR                     |
| 93190 -             | 2000 SN111               | 24 settembre 2000 | LINEAR                     |
| 93191 -             | 2000 SO111               | 24 settembre 2000 | LINEAR                     |
| 93192 -             | 2000 SV111               | 24 settembre 2000 | LINEAR                     |
| 93193 -             | 2000 SC112               | 24 settembre 2000 | LINEAR                     |
| 93194 -             | 2000 SD112               | 24 settembre 2000 | LINEAR                     |
| 93195 -             | 2000 SV112               | 24 settembre 2000 | LINEAR                     |
| 93196 -             | 2000 SU113               | 24 settembre 2000 | LINEAR                     |
| 93197 -             | 2000 SO114               | 24 settembre 2000 | LINEAR                     |
| 93198 -             | 2000 ST114               | 24 settembre 2000 | LINEAR                     |
| 93199 -             | 2000 SF115               | 24 settembre 2000 | LINEAR                     |
| 93200 -             | 2000 SS115               | 24 settembre 2000 | LINEAR                     |

## 93201-93300
| Nome        | Designazione provvisoria | Data di scoperta  | Scopritore             |
| ----------- | ------------------------ | ----------------- | ---------------------- |
| 93201 -     | 2000 SZ115               | 24 settembre 2000 | LINEAR                 |
| 93202 -     | 2000 SU116               | 24 settembre 2000 | LINEAR                 |
| 93203 -     | 2000 SN118               | 24 settembre 2000 | LINEAR                 |
| 93204 -     | 2000 SQ118               | 24 settembre 2000 | LINEAR                 |
| 93205 -     | 2000 ST119               | 24 settembre 2000 | LINEAR                 |
| 93206 -     | 2000 SS122               | 24 settembre 2000 | LINEAR                 |
| 93207 -     | 2000 SY122               | 24 settembre 2000 | LINEAR                 |
| 93208 -     | 2000 SQ123               | 24 settembre 2000 | LINEAR                 |
| 93209 -     | 2000 SL125               | 24 settembre 2000 | LINEAR                 |
| 93210 -     | 2000 SS126               | 24 settembre 2000 | LINEAR                 |
| 93211 -     | 2000 SU126               | 24 settembre 2000 | LINEAR                 |
| 93212 -     | 2000 SA127               | 24 settembre 2000 | LINEAR                 |
| 93213 -     | 2000 SA128               | 24 settembre 2000 | LINEAR                 |
| 93214 -     | 2000 SB128               | 24 settembre 2000 | LINEAR                 |
| 93215 -     | 2000 SL128               | 24 settembre 2000 | LINEAR                 |
| 93216 -     | 2000 ST128               | 24 settembre 2000 | LINEAR                 |
| 93217 -     | 2000 SR130               | 22 settembre 2000 | LINEAR                 |
| 93218 -     | 2000 SJ131               | 22 settembre 2000 | LINEAR                 |
| 93219 -     | 2000 SG133               | 23 settembre 2000 | LINEAR                 |
| 93220 -     | 2000 SA135               | 23 settembre 2000 | LINEAR                 |
| 93221 -     | 2000 SE140               | 23 settembre 2000 | LINEAR                 |
| 93222 -     | 2000 SL140               | 23 settembre 2000 | LINEAR                 |
| 93223 -     | 2000 SC141               | 23 settembre 2000 | LINEAR                 |
| 93224 -     | 2000 SR141               | 23 settembre 2000 | LINEAR                 |
| 93225 -     | 2000 SE142               | 23 settembre 2000 | LINEAR                 |
| 93226 -     | 2000 SJ142               | 23 settembre 2000 | LINEAR                 |
| 93227 -     | 2000 SU142               | 23 settembre 2000 | LINEAR                 |
| 93228 -     | 2000 SH144               | 24 settembre 2000 | LINEAR                 |
| 93229 -     | 2000 SJ144               | 24 settembre 2000 | LINEAR                 |
| 93230 -     | 2000 SW144               | 24 settembre 2000 | LINEAR                 |
| 93231 -     | 2000 SK146               | 24 settembre 2000 | LINEAR                 |
| 93232 -     | 2000 SE147               | 24 settembre 2000 | LINEAR                 |
| 93233 -     | 2000 SN147               | 24 settembre 2000 | LINEAR                 |
| 93234 -     | 2000 SS147               | 24 settembre 2000 | LINEAR                 |
| 93235 -     | 2000 SE148               | 24 settembre 2000 | LINEAR                 |
| 93236 -     | 2000 SR149               | 24 settembre 2000 | LINEAR                 |
| 93237 -     | 2000 SX149               | 24 settembre 2000 | LINEAR                 |
| 93238 -     | 2000 SH150               | 24 settembre 2000 | LINEAR                 |
| 93239 -     | 2000 SO150               | 24 settembre 2000 | LINEAR                 |
| 93240 -     | 2000 SB152               | 24 settembre 2000 | LINEAR                 |
| 93241 -     | 2000 SO152               | 24 settembre 2000 | LINEAR                 |
| 93242 -     | 2000 SF153               | 24 settembre 2000 | LINEAR                 |
| 93243 -     | 2000 SA154               | 24 settembre 2000 | LINEAR                 |
| 93244 -     | 2000 SE154               | 24 settembre 2000 | LINEAR                 |
| 93245 -     | 2000 SH155               | 24 settembre 2000 | LINEAR                 |
| 93246 -     | 2000 SR156               | 24 settembre 2000 | LINEAR                 |
| 93247 -     | 2000 ST156               | 24 settembre 2000 | LINEAR                 |
| 93248 -     | 2000 SD157               | 26 settembre 2000 | LINEAR                 |
| 93249 -     | 2000 SL157               | 27 settembre 2000 | LINEAR                 |
| 93250 -     | 2000 SP157               | 27 settembre 2000 | LINEAR                 |
| 93251 -     | 2000 SZ157               | 27 settembre 2000 | LINEAR                 |
| 93252 -     | 2000 SS160               | 27 settembre 2000 | LINEAR                 |
| 93253 -     | 2000 SB161               | 27 settembre 2000 | LINEAR                 |
| 93254 -     | 2000 SF161               | 27 settembre 2000 | LINEAR                 |
| 93255 -     | 2000 SC163               | 29 settembre 2000 | P. Kušnirák, P. Pravec |
| 93256 Stach | 2000 SD163               | 29 settembre 2000 | P. Pravec, P. Kušnirák |
| 93257 -     | 2000 SQ165               | 23 settembre 2000 | LINEAR                 |
| 93258 -     | 2000 SX165               | 23 settembre 2000 | LINEAR                 |
| 93259 -     | 2000 SD166               | 23 settembre 2000 | LINEAR                 |
| 93260 -     | 2000 SB168               | 23 settembre 2000 | LINEAR                 |
| 93261 -     | 2000 SN168               | 23 settembre 2000 | LINEAR                 |
| 93262 -     | 2000 SR168               | 23 settembre 2000 | LINEAR                 |
| 93263 -     | 2000 ST170               | 24 settembre 2000 | LINEAR                 |
| 93264 -     | 2000 SP171               | 25 settembre 2000 | LINEAR                 |
| 93265 -     | 2000 SV171               | 26 settembre 2000 | LINEAR                 |
| 93266 -     | 2000 SW171               | 26 settembre 2000 | LINEAR                 |
| 93267 -     | 2000 SS173               | 28 settembre 2000 | LINEAR                 |
| 93268 -     | 2000 SX173               | 28 settembre 2000 | LINEAR                 |
| 93269 -     | 2000 SL175               | 28 settembre 2000 | LINEAR                 |
| 93270 -     | 2000 SQ175               | 28 settembre 2000 | LINEAR                 |
| 93271 -     | 2000 SS175               | 28 settembre 2000 | LINEAR                 |
| 93272 -     | 2000 ST176               | 28 settembre 2000 | LINEAR                 |
| 93273 -     | 2000 SE177               | 28 settembre 2000 | LINEAR                 |
| 93274 -     | 2000 SC178               | 28 settembre 2000 | LINEAR                 |
| 93275 -     | 2000 SO178               | 28 settembre 2000 | LINEAR                 |
| 93276 -     | 2000 ST178               | 28 settembre 2000 | LINEAR                 |
| 93277 -     | 2000 SJ179               | 28 settembre 2000 | LINEAR                 |
| 93278 -     | 2000 SS181               | 19 settembre 2000 | NEAT                   |
| 93279 -     | 2000 SU181               | 19 settembre 2000 | NEAT                   |
| 93280 -     | 2000 SW186               | 21 settembre 2000 | NEAT                   |
| 93281 -     | 2000 SJ187               | 21 settembre 2000 | NEAT                   |
| 93282 -     | 2000 SK187               | 21 settembre 2000 | NEAT                   |
| 93283 -     | 2000 SP188               | 21 settembre 2000 | NEAT                   |
| 93284 -     | 2000 SY188               | 22 settembre 2000 | Spacewatch             |
| 93285 -     | 2000 SQ189               | 22 settembre 2000 | NEAT                   |
| 93286 -     | 2000 SV191               | 24 settembre 2000 | LINEAR                 |
| 93287 -     | 2000 SG194               | 24 settembre 2000 | LINEAR                 |
| 93288 -     | 2000 SA196               | 24 settembre 2000 | LINEAR                 |
| 93289 -     | 2000 SC196               | 24 settembre 2000 | LINEAR                 |
| 93290 -     | 2000 SP196               | 24 settembre 2000 | LINEAR                 |
| 93291 -     | 2000 SV196               | 24 settembre 2000 | LINEAR                 |
| 93292 -     | 2000 SD198               | 24 settembre 2000 | LINEAR                 |
| 93293 -     | 2000 SM199               | 24 settembre 2000 | LINEAR                 |
| 93294 -     | 2000 SY199               | 24 settembre 2000 | LINEAR                 |
| 93295 -     | 2000 SC201               | 24 settembre 2000 | LINEAR                 |
| 93296 -     | 2000 SU202               | 24 settembre 2000 | LINEAR                 |
| 93297 -     | 2000 ST203               | 24 settembre 2000 | LINEAR                 |
| 93298 -     | 2000 SH205               | 24 settembre 2000 | LINEAR                 |
| 93299 -     | 2000 SC206               | 24 settembre 2000 | LINEAR                 |
| 93300 -     | 2000 SD206               | 24 settembre 2000 | LINEAR                 |

## 93301-93400
| Nome    | Designazione provvisoria | Data di scoperta  | Scopritore |
| ------- | ------------------------ | ----------------- | ---------- |
| 93301 - | 2000 SE206               | 24 settembre 2000 | LINEAR     |
| 93302 - | 2000 SJ206               | 24 settembre 2000 | LINEAR     |
| 93303 - | 2000 SM206               | 24 settembre 2000 | LINEAR     |
| 93304 - | 2000 SV206               | 24 settembre 2000 | LINEAR     |
| 93305 - | 2000 SK208               | 24 settembre 2000 | LINEAR     |
| 93306 - | 2000 SE209               | 25 settembre 2000 | LINEAR     |
| 93307 - | 2000 SV209               | 25 settembre 2000 | LINEAR     |
| 93308 - | 2000 SV211               | 25 settembre 2000 | LINEAR     |
| 93309 - | 2000 SB212               | 25 settembre 2000 | LINEAR     |
| 93310 - | 2000 SU212               | 25 settembre 2000 | LINEAR     |
| 93311 - | 2000 SN213               | 25 settembre 2000 | LINEAR     |
| 93312 - | 2000 SV215               | 26 settembre 2000 | LINEAR     |
| 93313 - | 2000 SY216               | 26 settembre 2000 | LINEAR     |
| 93314 - | 2000 SC217               | 26 settembre 2000 | LINEAR     |
| 93315 - | 2000 SF217               | 26 settembre 2000 | LINEAR     |
| 93316 - | 2000 SN217               | 26 settembre 2000 | LINEAR     |
| 93317 - | 2000 SQ217               | 26 settembre 2000 | LINEAR     |
| 93318 - | 2000 SQ218               | 26 settembre 2000 | LINEAR     |
| 93319 - | 2000 SL219               | 26 settembre 2000 | LINEAR     |
| 93320 - | 2000 SO219               | 26 settembre 2000 | LINEAR     |
| 93321 - | 2000 SA220               | 26 settembre 2000 | LINEAR     |
| 93322 - | 2000 SA221               | 26 settembre 2000 | LINEAR     |
| 93323 - | 2000 SL221               | 26 settembre 2000 | LINEAR     |
| 93324 - | 2000 SG225               | 27 settembre 2000 | LINEAR     |
| 93325 - | 2000 SB226               | 27 settembre 2000 | LINEAR     |
| 93326 - | 2000 SE227               | 27 settembre 2000 | LINEAR     |
| 93327 - | 2000 SA229               | 28 settembre 2000 | LINEAR     |
| 93328 - | 2000 SB229               | 28 settembre 2000 | LINEAR     |
| 93329 - | 2000 SJ230               | 28 settembre 2000 | LINEAR     |
| 93330 - | 2000 SP230               | 28 settembre 2000 | LINEAR     |
| 93331 - | 2000 SF231               | 30 settembre 2000 | LINEAR     |
| 93332 - | 2000 ST234               | 24 settembre 2000 | LINEAR     |
| 93333 - | 2000 SA235               | 24 settembre 2000 | LINEAR     |
| 93334 - | 2000 SC235               | 24 settembre 2000 | LINEAR     |
| 93335 - | 2000 SK235               | 24 settembre 2000 | LINEAR     |
| 93336 - | 2000 SF236               | 24 settembre 2000 | LINEAR     |
| 93337 - | 2000 SK236               | 24 settembre 2000 | LINEAR     |
| 93338 - | 2000 SJ237               | 24 settembre 2000 | LINEAR     |
| 93339 - | 2000 SM241               | 24 settembre 2000 | LINEAR     |
| 93340 - | 2000 SJ243               | 24 settembre 2000 | LINEAR     |
| 93341 - | 2000 SP244               | 24 settembre 2000 | LINEAR     |
| 93342 - | 2000 SR244               | 24 settembre 2000 | LINEAR     |
| 93343 - | 2000 SV245               | 24 settembre 2000 | LINEAR     |
| 93344 - | 2000 SY245               | 24 settembre 2000 | LINEAR     |
| 93345 - | 2000 SG246               | 24 settembre 2000 | LINEAR     |
| 93346 - | 2000 SO247               | 24 settembre 2000 | LINEAR     |
| 93347 - | 2000 SX247               | 24 settembre 2000 | LINEAR     |
| 93348 - | 2000 SP250               | 24 settembre 2000 | LINEAR     |
| 93349 - | 2000 SJ251               | 24 settembre 2000 | LINEAR     |
| 93350 - | 2000 SR252               | 24 settembre 2000 | LINEAR     |
| 93351 - | 2000 SX252               | 24 settembre 2000 | LINEAR     |
| 93352 - | 2000 SZ252               | 24 settembre 2000 | LINEAR     |
| 93353 - | 2000 SF253               | 24 settembre 2000 | LINEAR     |
| 93354 - | 2000 SL256               | 24 settembre 2000 | LINEAR     |
| 93355 - | 2000 SK257               | 24 settembre 2000 | LINEAR     |
| 93356 - | 2000 SM260               | 24 settembre 2000 | LINEAR     |
| 93357 - | 2000 SP261               | 24 settembre 2000 | LINEAR     |
| 93358 - | 2000 SS261               | 24 settembre 2000 | LINEAR     |
| 93359 - | 2000 SA262               | 24 settembre 2000 | LINEAR     |
| 93360 - | 2000 ST262               | 25 settembre 2000 | LINEAR     |
| 93361 - | 2000 SY262               | 25 settembre 2000 | LINEAR     |
| 93362 - | 2000 SQ263               | 26 settembre 2000 | LINEAR     |
| 93363 - | 2000 SA264               | 26 settembre 2000 | LINEAR     |
| 93364 - | 2000 SU265               | 26 settembre 2000 | LINEAR     |
| 93365 - | 2000 SR266               | 26 settembre 2000 | LINEAR     |
| 93366 - | 2000 SJ267               | 27 settembre 2000 | LINEAR     |
| 93367 - | 2000 SK268               | 27 settembre 2000 | LINEAR     |
| 93368 - | 2000 SO268               | 27 settembre 2000 | LINEAR     |
| 93369 - | 2000 SQ268               | 27 settembre 2000 | LINEAR     |
| 93370 - | 2000 SY268               | 27 settembre 2000 | LINEAR     |
| 93371 - | 2000 SP269               | 27 settembre 2000 | LINEAR     |
| 93372 - | 2000 SV269               | 27 settembre 2000 | LINEAR     |
| 93373 - | 2000 SJ270               | 27 settembre 2000 | LINEAR     |
| 93374 - | 2000 SK270               | 27 settembre 2000 | LINEAR     |
| 93375 - | 2000 SY270               | 27 settembre 2000 | LINEAR     |
| 93376 - | 2000 SF271               | 27 settembre 2000 | LINEAR     |
| 93377 - | 2000 SO271               | 27 settembre 2000 | LINEAR     |
| 93378 - | 2000 SQ271               | 27 settembre 2000 | LINEAR     |
| 93379 - | 2000 SU275               | 28 settembre 2000 | LINEAR     |
| 93380 - | 2000 SA276               | 28 settembre 2000 | LINEAR     |
| 93381 - | 2000 SK276               | 30 settembre 2000 | LINEAR     |
| 93382 - | 2000 SB277               | 30 settembre 2000 | LINEAR     |
| 93383 - | 2000 SG277               | 30 settembre 2000 | LINEAR     |
| 93384 - | 2000 SY277               | 30 settembre 2000 | LINEAR     |
| 93385 - | 2000 SS278               | 30 settembre 2000 | LINEAR     |
| 93386 - | 2000 SH279               | 30 settembre 2000 | LINEAR     |
| 93387 - | 2000 SR279               | 25 settembre 2000 | LINEAR     |
| 93388 - | 2000 ST279               | 25 settembre 2000 | LINEAR     |
| 93389 - | 2000 SK280               | 30 settembre 2000 | LINEAR     |
| 93390 - | 2000 SC281               | 23 settembre 2000 | LINEAR     |
| 93391 - | 2000 SE282               | 23 settembre 2000 | LINEAR     |
| 93392 - | 2000 SX284               | 23 settembre 2000 | LINEAR     |
| 93393 - | 2000 SB285               | 23 settembre 2000 | LINEAR     |
| 93394 - | 2000 ST285               | 23 settembre 2000 | LINEAR     |
| 93395 - | 2000 SQ286               | 26 settembre 2000 | LINEAR     |
| 93396 - | 2000 SG287               | 26 settembre 2000 | LINEAR     |
| 93397 - | 2000 SH287               | 26 settembre 2000 | LINEAR     |
| 93398 - | 2000 SL287               | 26 settembre 2000 | LINEAR     |
| 93399 - | 2000 SC288               | 26 settembre 2000 | LINEAR     |
| 93400 - | 2000 SW288               | 27 settembre 2000 | LINEAR     |

## 93401-93500
| Nome    | Designazione provvisoria | Data di scoperta  | Scopritore     |
| ------- | ------------------------ | ----------------- | -------------- |
| 93401 - | 2000 SE293               | 27 settembre 2000 | LINEAR         |
| 93402 - | 2000 SG293               | 27 settembre 2000 | LINEAR         |
| 93403 - | 2000 SM293               | 27 settembre 2000 | LINEAR         |
| 93404 - | 2000 SQ293               | 27 settembre 2000 | LINEAR         |
| 93405 - | 2000 SV293               | 27 settembre 2000 | LINEAR         |
| 93406 - | 2000 SZ293               | 27 settembre 2000 | LINEAR         |
| 93407 - | 2000 SM294               | 27 settembre 2000 | LINEAR         |
| 93408 - | 2000 SV294               | 27 settembre 2000 | LINEAR         |
| 93409 - | 2000 SS296               | 28 settembre 2000 | LINEAR         |
| 93410 - | 2000 SJ297               | 28 settembre 2000 | LINEAR         |
| 93411 - | 2000 SY298               | 28 settembre 2000 | LINEAR         |
| 93412 - | 2000 ST300               | 28 settembre 2000 | LINEAR         |
| 93413 - | 2000 SB301               | 28 settembre 2000 | LINEAR         |
| 93414 - | 2000 SC301               | 28 settembre 2000 | LINEAR         |
| 93415 - | 2000 SW301               | 28 settembre 2000 | LINEAR         |
| 93416 - | 2000 SG303               | 28 settembre 2000 | LINEAR         |
| 93417 - | 2000 SV303               | 28 settembre 2000 | LINEAR         |
| 93418 - | 2000 SB305               | 30 settembre 2000 | LINEAR         |
| 93419 - | 2000 SS305               | 30 settembre 2000 | LINEAR         |
| 93420 - | 2000 SC307               | 30 settembre 2000 | LINEAR         |
| 93421 - | 2000 SK307               | 30 settembre 2000 | LINEAR         |
| 93422 - | 2000 SB308               | 30 settembre 2000 | LINEAR         |
| 93423 - | 2000 SG308               | 30 settembre 2000 | LINEAR         |
| 93424 - | 2000 SP312               | 27 settembre 2000 | LINEAR         |
| 93425 - | 2000 SC314               | 27 settembre 2000 | LINEAR         |
| 93426 - | 2000 SQ315               | 28 settembre 2000 | LINEAR         |
| 93427 - | 2000 SY315               | 30 settembre 2000 | LINEAR         |
| 93428 - | 2000 ST316               | 30 settembre 2000 | LINEAR         |
| 93429 - | 2000 SE317               | 30 settembre 2000 | LINEAR         |
| 93430 - | 2000 SG317               | 30 settembre 2000 | LINEAR         |
| 93431 - | 2000 SS317               | 30 settembre 2000 | LINEAR         |
| 93432 - | 2000 SN318               | 26 settembre 2000 | LINEAR         |
| 93433 - | 2000 SN319               | 26 settembre 2000 | LINEAR         |
| 93434 - | 2000 ST319               | 26 settembre 2000 | LINEAR         |
| 93435 - | 2000 SS320               | 27 settembre 2000 | LINEAR         |
| 93436 - | 2000 SO326               | 29 settembre 2000 | Spacewatch     |
| 93437 - | 2000 SG327               | 29 settembre 2000 | NEAT           |
| 93438 - | 2000 SR327               | 30 settembre 2000 | LINEAR         |
| 93439 - | 2000 SF328               | 30 settembre 2000 | LINEAR         |
| 93440 - | 2000 SX328               | 27 settembre 2000 | LINEAR         |
| 93441 - | 2000 SV330               | 27 settembre 2000 | Spacewatch     |
| 93442 - | 2000 SO333               | 26 settembre 2000 | NEAT           |
| 93443 - | 2000 SK336               | 26 settembre 2000 | NEAT           |
| 93444 - | 2000 SN336               | 26 settembre 2000 | NEAT           |
| 93445 - | 2000 SU336               | 26 settembre 2000 | NEAT           |
| 93446 - | 2000 SV339               | 25 settembre 2000 | Spacewatch     |
| 93447 - | 2000 SZ339               | 25 settembre 2000 | Spacewatch     |
| 93448 - | 2000 SA345               | 20 settembre 2000 | LINEAR         |
| 93449 - | 2000 SD347               | 25 settembre 2000 | LINEAR         |
| 93450 - | 2000 SP347               | 22 settembre 2000 | LINEAR         |
| 93451 - | 2000 SE349               | 30 settembre 2000 | LONEOS         |
| 93452 - | 2000 SY351               | 29 settembre 2000 | LONEOS         |
| 93453 - | 2000 SZ351               | 26 settembre 2000 | LONEOS         |
| 93454 - | 2000 SP352               | 30 settembre 2000 | LONEOS         |
| 93455 - | 2000 SS352               | 30 settembre 2000 | LONEOS         |
| 93456 - | 2000 SG357               | 28 settembre 2000 | LONEOS         |
| 93457 - | 2000 ST358               | 25 settembre 2000 | LINEAR         |
| 93458 - | 2000 SX358               | 25 settembre 2000 | NEAT           |
| 93459 - | 2000 SK360               | 26 settembre 2000 | LONEOS         |
| 93460 - | 2000 SV360               | 22 settembre 2000 | LONEOS         |
| 93461 - | 2000 ST363               | 20 settembre 2000 | LINEAR         |
| 93462 - | 2000 SJ367               | 22 settembre 2000 | NEAT           |
| 93463 - | 2000 SC368               | 24 settembre 2000 | LINEAR         |
| 93464 - | 2000 SA369               | 23 settembre 2000 | LONEOS         |
| 93465 - | 2000 SY369               | 24 settembre 2000 | LONEOS         |
| 93466 - | 2000 TO                  | 2 ottobre 2000    | L. Ball        |
| 93467 - | 2000 TM5                 | 1 ottobre 2000    | LINEAR         |
| 93468 - | 2000 TY5                 | 1 ottobre 2000    | LINEAR         |
| 93469 - | 2000 TW10                | 1 ottobre 2000    | LINEAR         |
| 93470 - | 2000 TW11                | 1 ottobre 2000    | LINEAR         |
| 93471 - | 2000 TU12                | 1 ottobre 2000    | LINEAR         |
| 93472 - | 2000 TV12                | 1 ottobre 2000    | LINEAR         |
| 93473 - | 2000 TY13                | 1 ottobre 2000    | LINEAR         |
| 93474 - | 2000 TU14                | 1 ottobre 2000    | LINEAR         |
| 93475 - | 2000 TB17                | 1 ottobre 2000    | LINEAR         |
| 93476 - | 2000 TG17                | 1 ottobre 2000    | LINEAR         |
| 93477 - | 2000 TL17                | 1 ottobre 2000    | LINEAR         |
| 93478 - | 2000 TQ19                | 1 ottobre 2000    | LINEAR         |
| 93479 - | 2000 TM20                | 1 ottobre 2000    | LINEAR         |
| 93480 - | 2000 TZ20                | 1 ottobre 2000    | LINEAR         |
| 93481 - | 2000 TN21                | 1 ottobre 2000    | LINEAR         |
| 93482 - | 2000 TO21                | 1 ottobre 2000    | LINEAR         |
| 93483 - | 2000 TM22                | 3 ottobre 2000    | LINEAR         |
| 93484 - | 2000 TP22                | 5 ottobre 2000    | P. G. Comba    |
| 93485 - | 2000 TS24                | 2 ottobre 2000    | LINEAR         |
| 93486 - | 2000 TE25                | 2 ottobre 2000    | LINEAR         |
| 93487 - | 2000 TD26                | 1 ottobre 2000    | LINEAR         |
| 93488 - | 2000 TV32                | 2 ottobre 2000    | LINEAR         |
| 93489 - | 2000 TT33                | 5 ottobre 2000    | LINEAR         |
| 93490 - | 2000 TV33                | 8 ottobre 2000    | L. Ball        |
| 93491 - | 2000 TC34                | 7 ottobre 2000    | W. K. Y. Yeung |
| 93492 - | 2000 TD36                | 6 ottobre 2000    | LONEOS         |
| 93493 - | 2000 TN38                | 1 ottobre 2000    | LINEAR         |
| 93494 - | 2000 TA39                | 1 ottobre 2000    | LINEAR         |
| 93495 - | 2000 TB39                | 1 ottobre 2000    | LINEAR         |
| 93496 - | 2000 TT41                | 1 ottobre 2000    | LINEAR         |
| 93497 - | 2000 TV42                | 1 ottobre 2000    | LINEAR         |
| 93498 - | 2000 TH45                | 1 ottobre 2000    | LINEAR         |
| 93499 - | 2000 TK46                | 1 ottobre 2000    | LONEOS         |
| 93500 - | 2000 TU49                | 1 ottobre 2000    | LINEAR         |

## 93501-93600
| Nome    | Designazione provvisoria | Data di scoperta | Scopritore     |
| ------- | ------------------------ | ---------------- | -------------- |
| 93501 - | 2000 TE50                | 1 ottobre 2000   | LINEAR         |
| 93502 - | 2000 TN50                | 1 ottobre 2000   | LINEAR         |
| 93503 - | 2000 TJ51                | 1 ottobre 2000   | LINEAR         |
| 93504 - | 2000 TM52                | 1 ottobre 2000   | LINEAR         |
| 93505 - | 2000 TF53                | 1 ottobre 2000   | LINEAR         |
| 93506 - | 2000 TS54                | 1 ottobre 2000   | LINEAR         |
| 93507 - | 2000 TA56                | 1 ottobre 2000   | LINEAR         |
| 93508 - | 2000 TM56                | 1 ottobre 2000   | Spacewatch     |
| 93509 - | 2000 TP56                | 2 ottobre 2000   | LONEOS         |
| 93510 - | 2000 TT56                | 2 ottobre 2000   | LINEAR         |
| 93511 - | 2000 TA60                | 2 ottobre 2000   | LONEOS         |
| 93512 - | 2000 TO60                | 2 ottobre 2000   | LONEOS         |
| 93513 - | 2000 TP61                | 2 ottobre 2000   | LONEOS         |
| 93514 - | 2000 TA62                | 2 ottobre 2000   | LONEOS         |
| 93515 - | 2000 TS62                | 2 ottobre 2000   | LINEAR         |
| 93516 - | 2000 TA63                | 2 ottobre 2000   | LINEAR         |
| 93517 - | 2000 TF63                | 3 ottobre 2000   | LONEOS         |
| 93518 - | 2000 TU63                | 3 ottobre 2000   | LINEAR         |
| 93519 - | 2000 TV63                | 3 ottobre 2000   | LINEAR         |
| 93520 - | 2000 TW63                | 3 ottobre 2000   | LINEAR         |
| 93521 - | 2000 TX65                | 1 ottobre 2000   | LINEAR         |
| 93522 - | 2000 TK67                | 2 ottobre 2000   | LINEAR         |
| 93523 - | 2000 TQ67                | 2 ottobre 2000   | LINEAR         |
| 93524 - | 2000 UQ                  | 20 ottobre 2000  | P. Kušnirák    |
| 93525 - | 2000 UX                  | 21 ottobre 2000  | K. Korlević    |
| 93526 - | 2000 UY                  | 21 ottobre 2000  | K. Korlević    |
| 93527 - | 2000 UW1                 | 31 ottobre 2000  | LINEAR         |
| 93528 - | 2000 UL4                 | 24 ottobre 2000  | LINEAR         |
| 93529 - | 2000 UM6                 | 24 ottobre 2000  | LINEAR         |
| 93530 - | 2000 UW6                 | 24 ottobre 2000  | LINEAR         |
| 93531 - | 2000 UA7                 | 24 ottobre 2000  | LINEAR         |
| 93532 - | 2000 UL9                 | 24 ottobre 2000  | LINEAR         |
| 93533 - | 2000 UO12                | 24 ottobre 2000  | LINEAR         |
| 93534 - | 2000 UU13                | 27 ottobre 2000  | W. K. Y. Yeung |
| 93535 - | 2000 UL14                | 24 ottobre 2000  | LINEAR         |
| 93536 - | 2000 UM14                | 25 ottobre 2000  | LINEAR         |
| 93537 - | 2000 UV14                | 25 ottobre 2000  | LINEAR         |
| 93538 - | 2000 UJ17                | 24 ottobre 2000  | LINEAR         |
| 93539 - | 2000 US17                | 24 ottobre 2000  | LINEAR         |
| 93540 - | 2000 UG19                | 29 ottobre 2000  | LINEAR         |
| 93541 - | 2000 UT20                | 24 ottobre 2000  | LINEAR         |
| 93542 - | 2000 UY20                | 24 ottobre 2000  | LINEAR         |
| 93543 - | 2000 UG21                | 24 ottobre 2000  | LINEAR         |
| 93544 - | 2000 UV21                | 24 ottobre 2000  | LINEAR         |
| 93545 - | 2000 UY21                | 24 ottobre 2000  | LINEAR         |
| 93546 - | 2000 UT22                | 24 ottobre 2000  | LINEAR         |
| 93547 - | 2000 UC23                | 24 ottobre 2000  | LINEAR         |
| 93548 - | 2000 UL23                | 24 ottobre 2000  | LINEAR         |
| 93549 - | 2000 UP23                | 24 ottobre 2000  | LINEAR         |
| 93550 - | 2000 UY23                | 24 ottobre 2000  | LINEAR         |
| 93551 - | 2000 UL24                | 24 ottobre 2000  | LINEAR         |
| 93552 - | 2000 UO25                | 24 ottobre 2000  | LINEAR         |
| 93553 - | 2000 UT25                | 24 ottobre 2000  | LINEAR         |
| 93554 - | 2000 UM27                | 24 ottobre 2000  | LINEAR         |
| 93555 - | 2000 US27                | 24 ottobre 2000  | LINEAR         |
| 93556 - | 2000 UK31                | 29 ottobre 2000  | Spacewatch     |
| 93557 - | 2000 UH34                | 24 ottobre 2000  | LINEAR         |
| 93558 - | 2000 UJ36                | 24 ottobre 2000  | LINEAR         |
| 93559 - | 2000 UA37                | 24 ottobre 2000  | LINEAR         |
| 93560 - | 2000 UB37                | 24 ottobre 2000  | LINEAR         |
| 93561 - | 2000 UO37                | 24 ottobre 2000  | LINEAR         |
| 93562 - | 2000 UW37                | 24 ottobre 2000  | LINEAR         |
| 93563 - | 2000 UY37                | 24 ottobre 2000  | LINEAR         |
| 93564 - | 2000 UR38                | 24 ottobre 2000  | LINEAR         |
| 93565 - | 2000 UB39                | 24 ottobre 2000  | LINEAR         |
| 93566 - | 2000 UC39                | 24 ottobre 2000  | LINEAR         |
| 93567 - | 2000 UD39                | 24 ottobre 2000  | LINEAR         |
| 93568 - | 2000 UE39                | 24 ottobre 2000  | LINEAR         |
| 93569 - | 2000 UG39                | 24 ottobre 2000  | LINEAR         |
| 93570 - | 2000 UY41                | 24 ottobre 2000  | LINEAR         |
| 93571 - | 2000 UP42                | 24 ottobre 2000  | LINEAR         |
| 93572 - | 2000 UT42                | 24 ottobre 2000  | LINEAR         |
| 93573 - | 2000 UU42                | 24 ottobre 2000  | LINEAR         |
| 93574 - | 2000 UG43                | 24 ottobre 2000  | LINEAR         |
| 93575 - | 2000 UD44                | 24 ottobre 2000  | LINEAR         |
| 93576 - | 2000 UL44                | 24 ottobre 2000  | LINEAR         |
| 93577 - | 2000 UA46                | 24 ottobre 2000  | LINEAR         |
| 93578 - | 2000 UW47                | 24 ottobre 2000  | LINEAR         |
| 93579 - | 2000 UZ47                | 24 ottobre 2000  | LINEAR         |
| 93580 - | 2000 UC48                | 24 ottobre 2000  | LINEAR         |
| 93581 - | 2000 UD48                | 24 ottobre 2000  | LINEAR         |
| 93582 - | 2000 UP48                | 24 ottobre 2000  | LINEAR         |
| 93583 - | 2000 UC51                | 24 ottobre 2000  | LINEAR         |
| 93584 - | 2000 UL51                | 24 ottobre 2000  | LINEAR         |
| 93585 - | 2000 UE52                | 24 ottobre 2000  | LINEAR         |
| 93586 - | 2000 UH52                | 24 ottobre 2000  | LINEAR         |
| 93587 - | 2000 UJ52                | 24 ottobre 2000  | LINEAR         |
| 93588 - | 2000 UO52                | 24 ottobre 2000  | LINEAR         |
| 93589 - | 2000 UV52                | 24 ottobre 2000  | LINEAR         |
| 93590 - | 2000 UY52                | 24 ottobre 2000  | LINEAR         |
| 93591 - | 2000 US53                | 24 ottobre 2000  | LINEAR         |
| 93592 - | 2000 UD54                | 24 ottobre 2000  | LINEAR         |
| 93593 - | 2000 UF54                | 24 ottobre 2000  | LINEAR         |
| 93594 - | 2000 UH54                | 24 ottobre 2000  | LINEAR         |
| 93595 - | 2000 UZ54                | 24 ottobre 2000  | LINEAR         |
| 93596 - | 2000 UN55                | 24 ottobre 2000  | LINEAR         |
| 93597 - | 2000 UX55                | 24 ottobre 2000  | LINEAR         |
| 93598 - | 2000 UD56                | 24 ottobre 2000  | LINEAR         |
| 93599 - | 2000 UA57                | 25 ottobre 2000  | LINEAR         |
| 93600 - | 2000 UN57                | 25 ottobre 2000  | LINEAR         |

## 93601-93700
| Nome    | Designazione provvisoria | Data di scoperta | Scopritore |
| ------- | ------------------------ | ---------------- | ---------- |
| 93601 - | 2000 UR57                | 25 ottobre 2000  | LINEAR     |
| 93602 - | 2000 UG58                | 25 ottobre 2000  | LINEAR     |
| 93603 - | 2000 UO58                | 25 ottobre 2000  | LINEAR     |
| 93604 - | 2000 UP58                | 25 ottobre 2000  | LINEAR     |
| 93605 - | 2000 UR58                | 25 ottobre 2000  | LINEAR     |
| 93606 - | 2000 UU60                | 25 ottobre 2000  | LINEAR     |
| 93607 - | 2000 UQ61                | 25 ottobre 2000  | LINEAR     |
| 93608 - | 2000 UR61                | 25 ottobre 2000  | LINEAR     |
| 93609 - | 2000 UX61                | 25 ottobre 2000  | LINEAR     |
| 93610 - | 2000 UK62                | 25 ottobre 2000  | LINEAR     |
| 93611 - | 2000 UZ62                | 25 ottobre 2000  | LINEAR     |
| 93612 - | 2000 UH63                | 25 ottobre 2000  | LINEAR     |
| 93613 - | 2000 UL64                | 25 ottobre 2000  | LINEAR     |
| 93614 - | 2000 UZ65                | 25 ottobre 2000  | LINEAR     |
| 93615 - | 2000 UO66                | 25 ottobre 2000  | LINEAR     |
| 93616 - | 2000 UW66                | 25 ottobre 2000  | LINEAR     |
| 93617 - | 2000 UC69                | 25 ottobre 2000  | LINEAR     |
| 93618 - | 2000 UL69                | 25 ottobre 2000  | LINEAR     |
| 93619 - | 2000 UR69                | 25 ottobre 2000  | LINEAR     |
| 93620 - | 2000 UQ70                | 25 ottobre 2000  | LINEAR     |
| 93621 - | 2000 UZ70                | 25 ottobre 2000  | LINEAR     |
| 93622 - | 2000 UJ71                | 25 ottobre 2000  | LINEAR     |
| 93623 - | 2000 UC73                | 25 ottobre 2000  | LINEAR     |
| 93624 - | 2000 UP73                | 26 ottobre 2000  | LINEAR     |
| 93625 - | 2000 UU73                | 26 ottobre 2000  | LINEAR     |
| 93626 - | 2000 UV73                | 26 ottobre 2000  | LINEAR     |
| 93627 - | 2000 UK74                | 29 ottobre 2000  | LINEAR     |
| 93628 - | 2000 UF75                | 31 ottobre 2000  | LINEAR     |
| 93629 - | 2000 UH77                | 24 ottobre 2000  | LINEAR     |
| 93630 - | 2000 UR77                | 24 ottobre 2000  | LINEAR     |
| 93631 - | 2000 UV78                | 24 ottobre 2000  | LINEAR     |
| 93632 - | 2000 UE79                | 24 ottobre 2000  | LINEAR     |
| 93633 - | 2000 UF79                | 24 ottobre 2000  | LINEAR     |
| 93634 - | 2000 UP79                | 24 ottobre 2000  | LINEAR     |
| 93635 - | 2000 UR80                | 24 ottobre 2000  | LINEAR     |
| 93636 - | 2000 UF81                | 24 ottobre 2000  | LINEAR     |
| 93637 - | 2000 UM81                | 24 ottobre 2000  | LINEAR     |
| 93638 - | 2000 UP81                | 24 ottobre 2000  | LINEAR     |
| 93639 - | 2000 UQ86                | 31 ottobre 2000  | LINEAR     |
| 93640 - | 2000 UU86                | 31 ottobre 2000  | LINEAR     |
| 93641 - | 2000 US88                | 31 ottobre 2000  | LINEAR     |
| 93642 - | 2000 UA89                | 31 ottobre 2000  | LINEAR     |
| 93643 - | 2000 UK89                | 31 ottobre 2000  | LINEAR     |
| 93644 - | 2000 UE90                | 24 ottobre 2000  | LINEAR     |
| 93645 - | 2000 UF90                | 24 ottobre 2000  | LINEAR     |
| 93646 - | 2000 UR90                | 24 ottobre 2000  | LINEAR     |
| 93647 - | 2000 UK91                | 25 ottobre 2000  | LINEAR     |
| 93648 - | 2000 UH92                | 25 ottobre 2000  | LINEAR     |
| 93649 - | 2000 UA94                | 25 ottobre 2000  | LINEAR     |
| 93650 - | 2000 UQ94                | 25 ottobre 2000  | LINEAR     |
| 93651 - | 2000 UU94                | 25 ottobre 2000  | LINEAR     |
| 93652 - | 2000 UW97                | 25 ottobre 2000  | LINEAR     |
| 93653 - | 2000 UL98                | 25 ottobre 2000  | LINEAR     |
| 93654 - | 2000 UX98                | 25 ottobre 2000  | LINEAR     |
| 93655 - | 2000 UT99                | 25 ottobre 2000  | LINEAR     |
| 93656 - | 2000 UW99                | 25 ottobre 2000  | LINEAR     |
| 93657 - | 2000 UN100               | 25 ottobre 2000  | LINEAR     |
| 93658 - | 2000 UU103               | 25 ottobre 2000  | LINEAR     |
| 93659 - | 2000 UF104               | 25 ottobre 2000  | LINEAR     |
| 93660 - | 2000 UH104               | 25 ottobre 2000  | LINEAR     |
| 93661 - | 2000 UQ104               | 25 ottobre 2000  | LINEAR     |
| 93662 - | 2000 UD105               | 29 ottobre 2000  | LINEAR     |
| 93663 - | 2000 UX105               | 29 ottobre 2000  | LINEAR     |
| 93664 - | 2000 UJ106               | 30 ottobre 2000  | LINEAR     |
| 93665 - | 2000 US108               | 31 ottobre 2000  | LINEAR     |
| 93666 - | 2000 UL109               | 31 ottobre 2000  | LINEAR     |
| 93667 - | 2000 UM109               | 31 ottobre 2000  | LINEAR     |
| 93668 - | 2000 UA110               | 31 ottobre 2000  | LINEAR     |
| 93669 - | 2000 UV111               | 29 ottobre 2000  | Spacewatch |
| 93670 - | 2000 UC112               | 29 ottobre 2000  | Spacewatch |
| 93671 - | 2000 UQ112               | 24 ottobre 2000  | LINEAR     |
| 93672 - | 2000 UY112               | 19 ottobre 2000  | Spacewatch |
| 93673 - | 2000 UR113               | 18 ottobre 2000  | LINEAR     |
| 93674 - | 2000 VZ3                 | 1 novembre 2000  | LINEAR     |
| 93675 - | 2000 VR5                 | 1 novembre 2000  | LINEAR     |
| 93676 - | 2000 VX5                 | 1 novembre 2000  | LINEAR     |
| 93677 - | 2000 VD6                 | 1 novembre 2000  | LINEAR     |
| 93678 - | 2000 VJ6                 | 1 novembre 2000  | LINEAR     |
| 93679 - | 2000 VO11                | 1 novembre 2000  | LINEAR     |
| 93680 - | 2000 VC12                | 1 novembre 2000  | LINEAR     |
| 93681 - | 2000 VZ13                | 1 novembre 2000  | LINEAR     |
| 93682 - | 2000 VM14                | 1 novembre 2000  | LINEAR     |
| 93683 - | 2000 VN14                | 1 novembre 2000  | LINEAR     |
| 93684 - | 2000 VC15                | 1 novembre 2000  | LINEAR     |
| 93685 - | 2000 VG15                | 1 novembre 2000  | LINEAR     |
| 93686 - | 2000 VB17                | 1 novembre 2000  | LINEAR     |
| 93687 - | 2000 VH18                | 1 novembre 2000  | LINEAR     |
| 93688 - | 2000 VG20                | 1 novembre 2000  | LINEAR     |
| 93689 - | 2000 VT20                | 1 novembre 2000  | LINEAR     |
| 93690 - | 2000 VE21                | 1 novembre 2000  | LINEAR     |
| 93691 - | 2000 VJ21                | 1 novembre 2000  | LINEAR     |
| 93692 - | 2000 VK21                | 1 novembre 2000  | LINEAR     |
| 93693 - | 2000 VC23                | 1 novembre 2000  | LINEAR     |
| 93694 - | 2000 VD23                | 1 novembre 2000  | LINEAR     |
| 93695 - | 2000 VU24                | 1 novembre 2000  | LINEAR     |
| 93696 - | 2000 VV25                | 1 novembre 2000  | LINEAR     |
| 93697 - | 2000 VH26                | 1 novembre 2000  | LINEAR     |
| 93698 - | 2000 VM26                | 1 novembre 2000  | LINEAR     |
| 93699 - | 2000 VP26                | 1 novembre 2000  | LINEAR     |
| 93700 - | 2000 VT26                | 1 novembre 2000  | LINEAR     |

## 93701-93800
| Nome    | Designazione provvisoria | Data di scoperta | Scopritore     |
| ------- | ------------------------ | ---------------- | -------------- |
| 93701 - | 2000 VM27                | 1 novembre 2000  | LINEAR         |
| 93702 - | 2000 VU27                | 1 novembre 2000  | LINEAR         |
| 93703 - | 2000 VZ27                | 1 novembre 2000  | LINEAR         |
| 93704 - | 2000 VP28                | 1 novembre 2000  | LINEAR         |
| 93705 - | 2000 VP30                | 1 novembre 2000  | LINEAR         |
| 93706 - | 2000 VQ30                | 1 novembre 2000  | LINEAR         |
| 93707 - | 2000 VP31                | 1 novembre 2000  | LINEAR         |
| 93708 - | 2000 VR31                | 1 novembre 2000  | LINEAR         |
| 93709 - | 2000 VW31                | 1 novembre 2000  | LINEAR         |
| 93710 - | 2000 VR33                | 1 novembre 2000  | LINEAR         |
| 93711 - | 2000 VX33                | 1 novembre 2000  | LINEAR         |
| 93712 - | 2000 VU34                | 1 novembre 2000  | LINEAR         |
| 93713 - | 2000 VH35                | 1 novembre 2000  | LINEAR         |
| 93714 - | 2000 VJ35                | 1 novembre 2000  | LINEAR         |
| 93715 - | 2000 VN35                | 1 novembre 2000  | LINEAR         |
| 93716 - | 2000 VP35                | 1 novembre 2000  | LINEAR         |
| 93717 - | 2000 VE36                | 1 novembre 2000  | LINEAR         |
| 93718 - | 2000 VO36                | 1 novembre 2000  | LINEAR         |
| 93719 - | 2000 VR36                | 1 novembre 2000  | LINEAR         |
| 93720 - | 2000 VY37                | 1 novembre 2000  | LINEAR         |
| 93721 - | 2000 VN39                | 1 novembre 2000  | LINEAR         |
| 93722 - | 2000 VE40                | 1 novembre 2000  | LINEAR         |
| 93723 - | 2000 VF40                | 1 novembre 2000  | LINEAR         |
| 93724 - | 2000 VX40                | 1 novembre 2000  | LINEAR         |
| 93725 - | 2000 VF41                | 1 novembre 2000  | LINEAR         |
| 93726 - | 2000 VZ41                | 1 novembre 2000  | LINEAR         |
| 93727 - | 2000 VX42                | 1 novembre 2000  | LINEAR         |
| 93728 - | 2000 VX43                | 1 novembre 2000  | LINEAR         |
| 93729 - | 2000 VK44                | 2 novembre 2000  | LINEAR         |
| 93730 - | 2000 VB46                | 2 novembre 2000  | LINEAR         |
| 93731 - | 2000 VT46                | 3 novembre 2000  | LINEAR         |
| 93732 - | 2000 VE47                | 3 novembre 2000  | LINEAR         |
| 93733 - | 2000 VJ47                | 3 novembre 2000  | LINEAR         |
| 93734 - | 2000 VS47                | 1 novembre 2000  | LINEAR         |
| 93735 - | 2000 VO48                | 2 novembre 2000  | LINEAR         |
| 93736 - | 2000 VL50                | 2 novembre 2000  | LINEAR         |
| 93737 - | 2000 VP50                | 2 novembre 2000  | LINEAR         |
| 93738 - | 2000 VQ50                | 2 novembre 2000  | LINEAR         |
| 93739 - | 2000 VK51                | 3 novembre 2000  | LINEAR         |
| 93740 - | 2000 VO51                | 3 novembre 2000  | LINEAR         |
| 93741 - | 2000 VV55                | 3 novembre 2000  | LINEAR         |
| 93742 - | 2000 VH56                | 3 novembre 2000  | LINEAR         |
| 93743 - | 2000 VX56                | 3 novembre 2000  | LINEAR         |
| 93744 - | 2000 VM57                | 3 novembre 2000  | LINEAR         |
| 93745 - | 2000 VQ57                | 3 novembre 2000  | LINEAR         |
| 93746 - | 2000 VU57                | 3 novembre 2000  | LINEAR         |
| 93747 - | 2000 VG58                | 3 novembre 2000  | LINEAR         |
| 93748 - | 2000 VO61                | 9 novembre 2000  | LINEAR         |
| 93749 - | 2000 VP62                | 2 novembre 2000  | LINEAR         |
| 93750 - | 2000 WF1                 | 17 novembre 2000 | LINEAR         |
| 93751 - | 2000 WH1                 | 17 novembre 2000 | LINEAR         |
| 93752 - | 2000 WA5                 | 19 novembre 2000 | LINEAR         |
| 93753 - | 2000 WO5                 | 19 novembre 2000 | LINEAR         |
| 93754 - | 2000 WZ6                 | 19 novembre 2000 | LINEAR         |
| 93755 - | 2000 WC7                 | 19 novembre 2000 | LINEAR         |
| 93756 - | 2000 WZ8                 | 19 novembre 2000 | W. K. Y. Yeung |
| 93757 - | 2000 WE14                | 20 novembre 2000 | LINEAR         |
| 93758 - | 2000 WE16                | 21 novembre 2000 | LINEAR         |
| 93759 - | 2000 WK16                | 21 novembre 2000 | LINEAR         |
| 93760 - | 2000 WP17                | 21 novembre 2000 | LINEAR         |
| 93761 - | 2000 WT17                | 21 novembre 2000 | LINEAR         |
| 93762 - | 2000 WB18                | 21 novembre 2000 | LINEAR         |
| 93763 - | 2000 WH19                | 25 novembre 2000 | C. W. Juels    |
| 93764 - | 2000 WC20                | 23 novembre 2000 | Spacewatch     |
| 93765 - | 2000 WB21                | 25 novembre 2000 | Spacewatch     |
| 93766 - | 2000 WL21                | 25 novembre 2000 | LINEAR         |
| 93767 - | 2000 WM21                | 21 novembre 2000 | Needville      |
| 93768 - | 2000 WN22                | 20 novembre 2000 | LINEAR         |
| 93769 - | 2000 WO23                | 20 novembre 2000 | LINEAR         |
| 93770 - | 2000 WX23                | 20 novembre 2000 | LINEAR         |
| 93771 - | 2000 WL24                | 20 novembre 2000 | LINEAR         |
| 93772 - | 2000 WH25                | 21 novembre 2000 | LINEAR         |
| 93773 - | 2000 WL25                | 21 novembre 2000 | LINEAR         |
| 93774 - | 2000 WV25                | 21 novembre 2000 | LINEAR         |
| 93775 - | 2000 WY25                | 21 novembre 2000 | LINEAR         |
| 93776 - | 2000 WW26                | 25 novembre 2000 | LINEAR         |
| 93777 - | 2000 WE30                | 20 novembre 2000 | LINEAR         |
| 93778 - | 2000 WN30                | 20 novembre 2000 | LINEAR         |
| 93779 - | 2000 WT30                | 20 novembre 2000 | LINEAR         |
| 93780 - | 2000 WV30                | 20 novembre 2000 | LINEAR         |
| 93781 - | 2000 WZ31                | 20 novembre 2000 | LINEAR         |
| 93782 - | 2000 WW32                | 20 novembre 2000 | LINEAR         |
| 93783 - | 2000 WM33                | 20 novembre 2000 | LINEAR         |
| 93784 - | 2000 WX33                | 20 novembre 2000 | LINEAR         |
| 93785 - | 2000 WZ33                | 20 novembre 2000 | LINEAR         |
| 93786 - | 2000 WS34                | 20 novembre 2000 | LINEAR         |
| 93787 - | 2000 WE35                | 20 novembre 2000 | LINEAR         |
| 93788 - | 2000 WH35                | 20 novembre 2000 | LINEAR         |
| 93789 - | 2000 WJ35                | 20 novembre 2000 | LINEAR         |
| 93790 - | 2000 WL37                | 20 novembre 2000 | LINEAR         |
| 93791 - | 2000 WU38                | 20 novembre 2000 | LINEAR         |
| 93792 - | 2000 WL40                | 20 novembre 2000 | LINEAR         |
| 93793 - | 2000 WL41                | 20 novembre 2000 | LINEAR         |
| 93794 - | 2000 WW42                | 21 novembre 2000 | LINEAR         |
| 93795 - | 2000 WB43                | 21 novembre 2000 | LINEAR         |
| 93796 - | 2000 WG43                | 21 novembre 2000 | LINEAR         |
| 93797 - | 2000 WO43                | 21 novembre 2000 | LINEAR         |
| 93798 - | 2000 WP45                | 21 novembre 2000 | LINEAR         |
| 93799 - | 2000 WN46                | 21 novembre 2000 | LINEAR         |
| 93800 - | 2000 WR46                | 21 novembre 2000 | LINEAR         |

## 93801-93900
| Nome    | Designazione provvisoria | Data di scoperta | Scopritore     |
| ------- | ------------------------ | ---------------- | -------------- |
| 93801 - | 2000 WM48                | 21 novembre 2000 | LINEAR         |
| 93802 - | 2000 WW48                | 21 novembre 2000 | LINEAR         |
| 93803 - | 2000 WL49                | 21 novembre 2000 | LINEAR         |
| 93804 - | 2000 WU49                | 25 novembre 2000 | LINEAR         |
| 93805 - | 2000 WT50                | 26 novembre 2000 | W. K. Y. Yeung |
| 93806 - | 2000 WD54                | 20 novembre 2000 | LINEAR         |
| 93807 - | 2000 WF55                | 20 novembre 2000 | LINEAR         |
| 93808 - | 2000 WL55                | 20 novembre 2000 | LINEAR         |
| 93809 - | 2000 WK56                | 21 novembre 2000 | LINEAR         |
| 93810 - | 2000 WB57                | 21 novembre 2000 | LINEAR         |
| 93811 - | 2000 WV57                | 21 novembre 2000 | LINEAR         |
| 93812 - | 2000 WH59                | 21 novembre 2000 | LINEAR         |
| 93813 - | 2000 WB60                | 21 novembre 2000 | LINEAR         |
| 93814 - | 2000 WJ60                | 21 novembre 2000 | LINEAR         |
| 93815 - | 2000 WM60                | 21 novembre 2000 | LINEAR         |
| 93816 - | 2000 WJ61                | 21 novembre 2000 | LINEAR         |
| 93817 - | 2000 WQ61                | 21 novembre 2000 | LINEAR         |
| 93818 - | 2000 WL62                | 23 novembre 2000 | NEAT           |
| 93819 - | 2000 WG69                | 19 novembre 2000 | LINEAR         |
| 93820 - | 2000 WN70                | 19 novembre 2000 | LINEAR         |
| 93821 - | 2000 WF71                | 19 novembre 2000 | LINEAR         |
| 93822 - | 2000 WR71                | 19 novembre 2000 | LINEAR         |
| 93823 - | 2000 WU72                | 20 novembre 2000 | LINEAR         |
| 93824 - | 2000 WW72                | 20 novembre 2000 | LINEAR         |
| 93825 - | 2000 WA74                | 20 novembre 2000 | LINEAR         |
| 93826 - | 2000 WG74                | 20 novembre 2000 | LINEAR         |
| 93827 - | 2000 WR75                | 20 novembre 2000 | LINEAR         |
| 93828 - | 2000 WJ76                | 20 novembre 2000 | LINEAR         |
| 93829 - | 2000 WZ76                | 20 novembre 2000 | LINEAR         |
| 93830 - | 2000 WE77                | 20 novembre 2000 | LINEAR         |
| 93831 - | 2000 WL77                | 20 novembre 2000 | LINEAR         |
| 93832 - | 2000 WU77                | 20 novembre 2000 | LINEAR         |
| 93833 - | 2000 WL78                | 20 novembre 2000 | LINEAR         |
| 93834 - | 2000 WR79                | 20 novembre 2000 | LINEAR         |
| 93835 - | 2000 WG80                | 20 novembre 2000 | LINEAR         |
| 93836 - | 2000 WO80                | 20 novembre 2000 | LINEAR         |
| 93837 - | 2000 WW82                | 20 novembre 2000 | LINEAR         |
| 93838 - | 2000 WA84                | 20 novembre 2000 | LINEAR         |
| 93839 - | 2000 WW84                | 20 novembre 2000 | LINEAR         |
| 93840 - | 2000 WT85                | 20 novembre 2000 | LINEAR         |
| 93841 - | 2000 WJ87                | 20 novembre 2000 | LINEAR         |
| 93842 - | 2000 WU87                | 20 novembre 2000 | LINEAR         |
| 93843 - | 2000 WS89                | 21 novembre 2000 | LINEAR         |
| 93844 - | 2000 WC90                | 21 novembre 2000 | LINEAR         |
| 93845 - | 2000 WF90                | 21 novembre 2000 | LINEAR         |
| 93846 - | 2000 WW91                | 21 novembre 2000 | LINEAR         |
| 93847 - | 2000 WF92                | 21 novembre 2000 | LINEAR         |
| 93848 - | 2000 WX92                | 21 novembre 2000 | LINEAR         |
| 93849 - | 2000 WZ93                | 21 novembre 2000 | LINEAR         |
| 93850 - | 2000 WJ94                | 21 novembre 2000 | LINEAR         |
| 93851 - | 2000 WE96                | 21 novembre 2000 | LINEAR         |
| 93852 - | 2000 WS96                | 21 novembre 2000 | LINEAR         |
| 93853 - | 2000 WW96                | 21 novembre 2000 | LINEAR         |
| 93854 - | 2000 WH97                | 21 novembre 2000 | LINEAR         |
| 93855 - | 2000 WU97                | 21 novembre 2000 | LINEAR         |
| 93856 - | 2000 WL99                | 21 novembre 2000 | LINEAR         |
| 93857 - | 2000 WV102               | 26 novembre 2000 | LINEAR         |
| 93858 - | 2000 WJ103               | 26 novembre 2000 | LINEAR         |
| 93859 - | 2000 WM109               | 20 novembre 2000 | LINEAR         |
| 93860 - | 2000 WH110               | 20 novembre 2000 | LINEAR         |
| 93861 - | 2000 WP111               | 20 novembre 2000 | LINEAR         |
| 93862 - | 2000 WD113               | 20 novembre 2000 | LINEAR         |
| 93863 - | 2000 WL113               | 20 novembre 2000 | LINEAR         |
| 93864 - | 2000 WS113               | 20 novembre 2000 | LINEAR         |
| 93865 - | 2000 WV113               | 20 novembre 2000 | LINEAR         |
| 93866 - | 2000 WK115               | 20 novembre 2000 | LINEAR         |
| 93867 - | 2000 WQ115               | 20 novembre 2000 | LINEAR         |
| 93868 - | 2000 WL116               | 20 novembre 2000 | LINEAR         |
| 93869 - | 2000 WZ119               | 20 novembre 2000 | LINEAR         |
| 93870 - | 2000 WW120               | 20 novembre 2000 | LINEAR         |
| 93871 - | 2000 WZ120               | 20 novembre 2000 | LINEAR         |
| 93872 - | 2000 WB122               | 29 novembre 2000 | LINEAR         |
| 93873 - | 2000 WC122               | 29 novembre 2000 | LINEAR         |
| 93874 - | 2000 WX124               | 27 novembre 2000 | NEAT           |
| 93875 - | 2000 WW125               | 30 novembre 2000 | LINEAR         |
| 93876 - | 2000 WZ125               | 30 novembre 2000 | LINEAR         |
| 93877 - | 2000 WS127               | 17 novembre 2000 | Spacewatch     |
| 93878 - | 2000 WK128               | 18 novembre 2000 | Spacewatch     |
| 93879 - | 2000 WQ128               | 18 novembre 2000 | Spacewatch     |
| 93880 - | 2000 WV128               | 19 novembre 2000 | Spacewatch     |
| 93881 - | 2000 WJ129               | 19 novembre 2000 | Spacewatch     |
| 93882 - | 2000 WA130               | 19 novembre 2000 | W. K. Y. Yeung |
| 93883 - | 2000 WN130               | 20 novembre 2000 | LONEOS         |
| 93884 - | 2000 WZ130               | 20 novembre 2000 | LONEOS         |
| 93885 - | 2000 WO132               | 19 novembre 2000 | LINEAR         |
| 93886 - | 2000 WB135               | 19 novembre 2000 | LINEAR         |
| 93887 - | 2000 WY135               | 20 novembre 2000 | LINEAR         |
| 93888 - | 2000 WP136               | 20 novembre 2000 | LINEAR         |
| 93889 - | 2000 WQ136               | 20 novembre 2000 | LINEAR         |
| 93890 - | 2000 WV136               | 20 novembre 2000 | LINEAR         |
| 93891 - | 2000 WB137               | 20 novembre 2000 | LONEOS         |
| 93892 - | 2000 WF141               | 19 novembre 2000 | LINEAR         |
| 93893 - | 2000 WL141               | 19 novembre 2000 | LINEAR         |
| 93894 - | 2000 WM141               | 19 novembre 2000 | LINEAR         |
| 93895 - | 2000 WX141               | 20 novembre 2000 | LONEOS         |
| 93896 - | 2000 WY141               | 20 novembre 2000 | LONEOS         |
| 93897 - | 2000 WD143               | 20 novembre 2000 | LONEOS         |
| 93898 - | 2000 WO143               | 20 novembre 2000 | LINEAR         |
| 93899 - | 2000 WL145               | 22 novembre 2000 | NEAT           |
| 93900 - | 2000 WS146               | 24 novembre 2000 | LONEOS         |

## 93901-94000
| Nome    | Designazione provvisoria | Data di scoperta | Scopritore  |
| ------- | ------------------------ | ---------------- | ----------- |
| 93901 - | 2000 WN147               | 28 novembre 2000 | Spacewatch  |
| 93902 - | 2000 WT148               | 28 novembre 2000 | NEAT        |
| 93903 - | 2000 WT149               | 28 novembre 2000 | Spacewatch  |
| 93904 - | 2000 WY150               | 19 novembre 2000 | LINEAR      |
| 93905 - | 2000 WX151               | 29 novembre 2000 | NEAT        |
| 93906 - | 2000 WJ153               | 29 novembre 2000 | LINEAR      |
| 93907 - | 2000 WW153               | 30 novembre 2000 | LINEAR      |
| 93908 - | 2000 WE154               | 30 novembre 2000 | LINEAR      |
| 93909 - | 2000 WF154               | 30 novembre 2000 | LINEAR      |
| 93910 - | 2000 WZ155               | 30 novembre 2000 | LINEAR      |
| 93911 - | 2000 WF156               | 30 novembre 2000 | LINEAR      |
| 93912 - | 2000 WE157               | 30 novembre 2000 | LINEAR      |
| 93913 - | 2000 WO157               | 30 novembre 2000 | LINEAR      |
| 93914 - | 2000 WV157               | 30 novembre 2000 | LINEAR      |
| 93915 - | 2000 WX157               | 30 novembre 2000 | LINEAR      |
| 93916 - | 2000 WG158               | 30 novembre 2000 | LINEAR      |
| 93917 - | 2000 WV158               | 30 novembre 2000 | NEAT        |
| 93918 - | 2000 WW159               | 20 novembre 2000 | LONEOS      |
| 93919 - | 2000 WJ160               | 20 novembre 2000 | LONEOS      |
| 93920 - | 2000 WN160               | 20 novembre 2000 | LINEAR      |
| 93921 - | 2000 WQ160               | 20 novembre 2000 | LINEAR      |
| 93922 - | 2000 WF161               | 20 novembre 2000 | LONEOS      |
| 93923 - | 2000 WM161               | 20 novembre 2000 | LONEOS      |
| 93924 - | 2000 WO161               | 20 novembre 2000 | LONEOS      |
| 93925 - | 2000 WC162               | 20 novembre 2000 | LONEOS      |
| 93926 - | 2000 WF162               | 20 novembre 2000 | LONEOS      |
| 93927 - | 2000 WW162               | 20 novembre 2000 | LONEOS      |
| 93928 - | 2000 WA163               | 20 novembre 2000 | LONEOS      |
| 93929 - | 2000 WM163               | 21 novembre 2000 | LINEAR      |
| 93930 - | 2000 WE164               | 21 novembre 2000 | LINEAR      |
| 93931 - | 2000 WY164               | 22 novembre 2000 | NEAT        |
| 93932 - | 2000 WL165               | 23 novembre 2000 | NEAT        |
| 93933 - | 2000 WC166               | 24 novembre 2000 | LONEOS      |
| 93934 - | 2000 WC167               | 24 novembre 2000 | LONEOS      |
| 93935 - | 2000 WE168               | 25 novembre 2000 | LINEAR      |
| 93936 - | 2000 WH170               | 24 novembre 2000 | LONEOS      |
| 93937 - | 2000 WM170               | 24 novembre 2000 | LONEOS      |
| 93938 - | 2000 WH171               | 24 novembre 2000 | Spacewatch  |
| 93939 - | 2000 WO171               | 25 novembre 2000 | LINEAR      |
| 93940 - | 2000 WW171               | 25 novembre 2000 | LINEAR      |
| 93941 - | 2000 WF172               | 25 novembre 2000 | LINEAR      |
| 93942 - | 2000 WK172               | 25 novembre 2000 | LINEAR      |
| 93943 - | 2000 WR172               | 25 novembre 2000 | LINEAR      |
| 93944 - | 2000 WV172               | 25 novembre 2000 | LINEAR      |
| 93945 - | 2000 WC174               | 26 novembre 2000 | LINEAR      |
| 93946 - | 2000 WW174               | 26 novembre 2000 | LINEAR      |
| 93947 - | 2000 WQ175               | 26 novembre 2000 | LINEAR      |
| 93948 - | 2000 WK177               | 27 novembre 2000 | LINEAR      |
| 93949 - | 2000 WZ178               | 30 novembre 2000 | S. Sposetti |
| 93950 - | 2000 WB179               | 25 novembre 2000 | LINEAR      |
| 93951 - | 2000 WT179               | 26 novembre 2000 | LINEAR      |
| 93952 - | 2000 WK181               | 30 novembre 2000 | LONEOS      |
| 93953 - | 2000 WY181               | 25 novembre 2000 | LINEAR      |
| 93954 - | 2000 WQ182               | 20 novembre 2000 | LONEOS      |
| 93955 - | 2000 WT183               | 30 novembre 2000 | LONEOS      |
| 93956 - | 2000 WM184               | 30 novembre 2000 | LONEOS      |
| 93957 - | 2000 WM186               | 27 novembre 2000 | LINEAR      |
| 93958 - | 2000 WP187               | 16 novembre 2000 | LONEOS      |
| 93959 - | 2000 WR187               | 16 novembre 2000 | LONEOS      |
| 93960 - | 2000 WE191               | 19 novembre 2000 | LONEOS      |
| 93961 - | 2000 WF191               | 19 novembre 2000 | LONEOS      |
| 93962 - | 2000 WG192               | 19 novembre 2000 | LONEOS      |
| 93963 - | 2000 XE                  | 1 dicembre 2000  | G. Hug      |
| 93964 - | 2000 XL2                 | 4 dicembre 2000  | NEAT        |
| 93965 - | 2000 XL3                 | 1 dicembre 2000  | LINEAR      |
| 93966 - | 2000 XU3                 | 1 dicembre 2000  | LINEAR      |
| 93967 - | 2000 XA4                 | 1 dicembre 2000  | LINEAR      |
| 93968 - | 2000 XO5                 | 1 dicembre 2000  | LINEAR      |
| 93969 - | 2000 XQ5                 | 1 dicembre 2000  | LINEAR      |
| 93970 - | 2000 XR6                 | 1 dicembre 2000  | LINEAR      |
| 93971 - | 2000 XS6                 | 1 dicembre 2000  | LINEAR      |
| 93972 - | 2000 XF7                 | 1 dicembre 2000  | LINEAR      |
| 93973 - | 2000 XR7                 | 1 dicembre 2000  | LINEAR      |
| 93974 - | 2000 XT7                 | 1 dicembre 2000  | LINEAR      |
| 93975 - | 2000 XC8                 | 1 dicembre 2000  | LINEAR      |
| 93976 - | 2000 XT8                 | 1 dicembre 2000  | LINEAR      |
| 93977 - | 2000 XV8                 | 1 dicembre 2000  | LINEAR      |
| 93978 - | 2000 XT9                 | 1 dicembre 2000  | LINEAR      |
| 93979 - | 2000 XF11                | 1 dicembre 2000  | LINEAR      |
| 93980 - | 2000 XP11                | 4 dicembre 2000  | LINEAR      |
| 93981 - | 2000 XU11                | 4 dicembre 2000  | LINEAR      |
| 93982 - | 2000 XZ11                | 4 dicembre 2000  | LINEAR      |
| 93983 - | 2000 XK12                | 4 dicembre 2000  | LINEAR      |
| 93984 - | 2000 XT12                | 4 dicembre 2000  | LINEAR      |
| 93985 - | 2000 XU15                | 1 dicembre 2000  | LINEAR      |
| 93986 - | 2000 XZ15                | 1 dicembre 2000  | LINEAR      |
| 93987 - | 2000 XB16                | 1 dicembre 2000  | LINEAR      |
| 93988 - | 2000 XC16                | 1 dicembre 2000  | LINEAR      |
| 93989 - | 2000 XT16                | 1 dicembre 2000  | LINEAR      |
| 93990 - | 2000 XZ16                | 1 dicembre 2000  | LINEAR      |
| 93991 - | 2000 XM17                | 1 dicembre 2000  | LINEAR      |
| 93992 - | 2000 XO17                | 1 dicembre 2000  | LINEAR      |
| 93993 - | 2000 XX17                | 4 dicembre 2000  | LINEAR      |
| 93994 - | 2000 XW18                | 4 dicembre 2000  | LINEAR      |
| 93995 - | 2000 XA19                | 4 dicembre 2000  | LINEAR      |
| 93996 - | 2000 XO19                | 4 dicembre 2000  | LINEAR      |
| 93997 - | 2000 XT19                | 4 dicembre 2000  | LINEAR      |
| 93998 - | 2000 XL20                | 4 dicembre 2000  | LINEAR      |
| 93999 - | 2000 XZ20                | 4 dicembre 2000  | LINEAR      |
| 94000 - | 2000 XK21                | 4 dicembre 2000  | LINEAR      |